# 赤染衛門
赤染衛門（日语：／ Akazome Emon */?，950年代—1040年代），是日本平安時代中期的歌人，父親是赤染時用，丈夫是大江匡衡，大江舉周是其子，曾孫是大江匡房，中古三十六歌仙、女房三十六歌仙、百人一首歌人。

## 概要

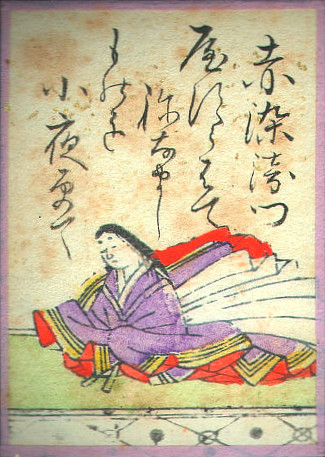
赤染衛門，《小倉百人一首》

據《袋草紙》記載，衛門的母親本來是平兼盛的妻子，在嫁給時用不久後誕下她，因此兼盛曾經主張自己才是衛門的親生父親。衛門這個稱呼則來自於其父曾經擔的職務右衛門尉、右衛門志，她本是藤原道長正室源倫子的女房，與大江為基相戀過一段時間後嫁給其表兄大江匡衡，誕下大江舉周和江侍從（藤原兼房之妻）等人。長保3年（1001年）和寬弘6年（1009年），他曾經先後陪伴丈夫到尾張國上任。長保6年（1004年），衛門在匡衡受託向幾乎要辭任中納言的藤原公任上表時，她告訴其丈夫應該以公任自豪的性格為重心，將其尊貴的祖先與他現在沉淪的狀態相題並論，成功博取了公任的的歡心。長和元年（1012）年，匡衡死去，她也選擇了出家，並且經常出入倫子和藤原彰子的住處，有份在倫子的70歲生日是獻上屏風歌「長元6年（1033年）」，也在賀陽院水閣歌合「長元8年（1035年）」和弘徽殿女御御十番歌合「長久2年（1041年）」詠唱了和歌。

## 歌風

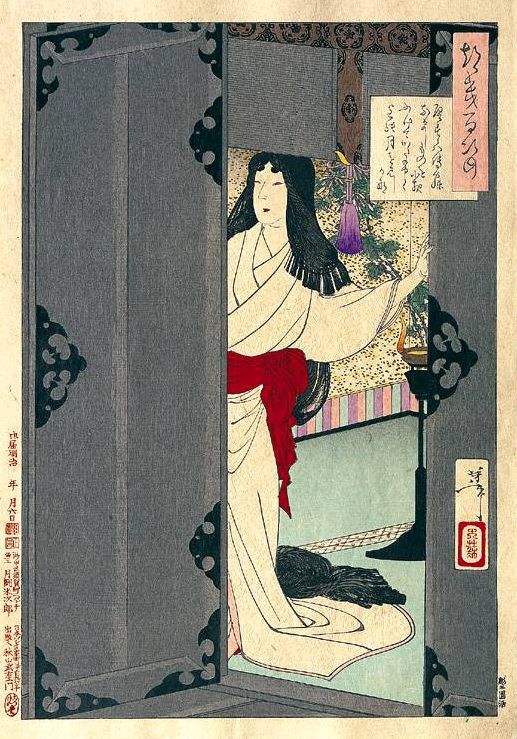
《月百姿》（月岡芳年作品，引用了百人一首中赤染衛門的和歌）

衛門與和泉式部、清少納言、紫式部和伊勢大輔等歌人也有交情，歌風與奔放自在的和泉式部相反，她屬於正統穩健派，較擅長歌合和屏風歌等比較正式的和歌，但是也有比較內面的和歌，例如收錄於《後拾遺和歌集》的：

明日被忘身，命絕今日罷

另外按《今昔物語集》記載，由於舉周患上重病，她曾經因此前往住吉大社參拜時，詠唱道：

換命不可惜，離別感傷悲

《百人一首》的入選作是：
| 原文 | 中譯                                                        |
| ---- | ----------------------------------------------------------- |
|      | 徹夜不眠望明月 漫漫長夜待人來 月沉時份仍無蹤 早知如此不如眠 |

這首和歌的創作背景是由於藤原道隆與衛門的姊妹有約在先卻沒有應約，衛門便代替其姊妹詠唱一首以表心境。
她一直以來也被認為是《榮花物語》正篇的作者，也是中古三十六歌仙之一，有94首作品收錄於《拾遺和歌集》等敕撰和歌集。家集則是《赤染衛門集》，分為流布本和異本兩種，前者為按照藤原賴通的需求獻上的版本。
衛門與和泉式部在和歌上的才華雖然被認為是不相伯仲，但是紫式部在《紫式部日記》中對和泉式部作出了批評，稱道：

像她這種隨口詠唱和歌的歌人，對其他人詠唱的和歌作出批評的話，那代表她就像是不懂和歌這種東西一樣，我實在不認為像她這樣的歌人有厲害到可以讓我慚愧。

紫式部也同時對衛門作出了批評：

無論是為人所知的和歌，還是默默無名的作品，都足以讓我感到慚愧。然而，她會詠唱一些上句不接下句的和歌，像做出這些讓人無語的舉動時，她仍然會認為自己是一名優秀的歌人，對我來說她既可恨又可憐。

### 註解
1. ↑  這首和歌收錄於《詞花和歌集》，世界大百科事典的版本是[2]。
2. ↑  《大英百科全書 日本版》主張為約70首[3]。